# Dicorynia

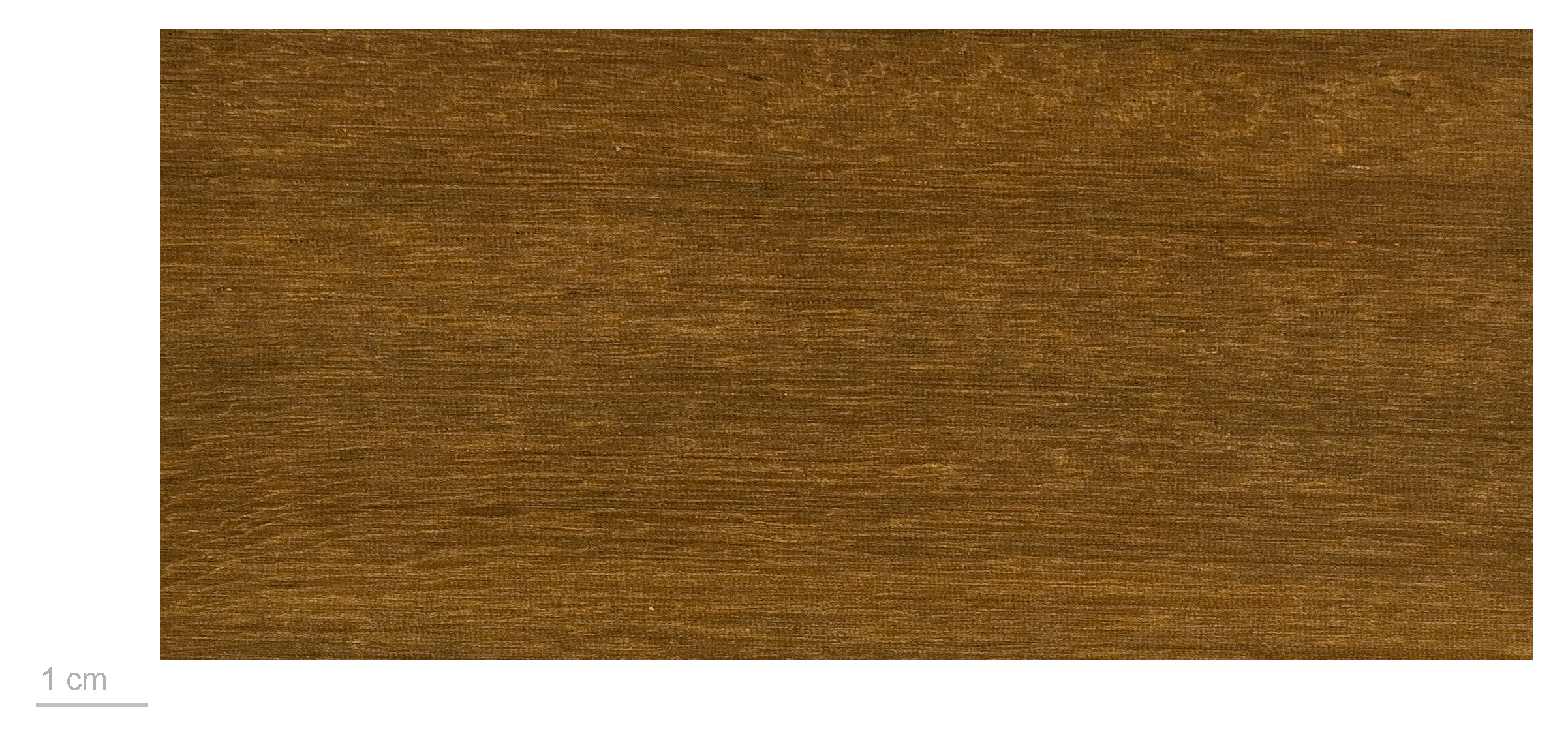
Madera de Dicorynia guianensis

Dicorynia es un género de plantas con flores perteneciente a la familia Fabaceae. Comprende 8 especies descritas y de estas, solo 2 aceptadas.

## Taxonomía
El género fue descrito por George Bentham y publicado en Journal of Botany, being a second series of the Botanical Miscellany 2: 82–83. 1840.

## Especies aceptadas
A continuación se brinda un listado de las especies del género Dicorynia aceptadas hasta julio de 2014, ordenadas alfabéticamente. Para cada una se indica el nombre binomial seguido del autor, abreviado según las convenciones y usos. 
- Dicorynia guianensis  Amshoff
- Dicorynia paraensis Benth.